# Widow on the Hill
Widow on the Hill (Brasil: A Viúva da Colina ) é um telefilme dos Estados Unidos e Canadá dos gêneros drama e romance, dirigidor por Peter Svatek.